# 아디다스 탱고

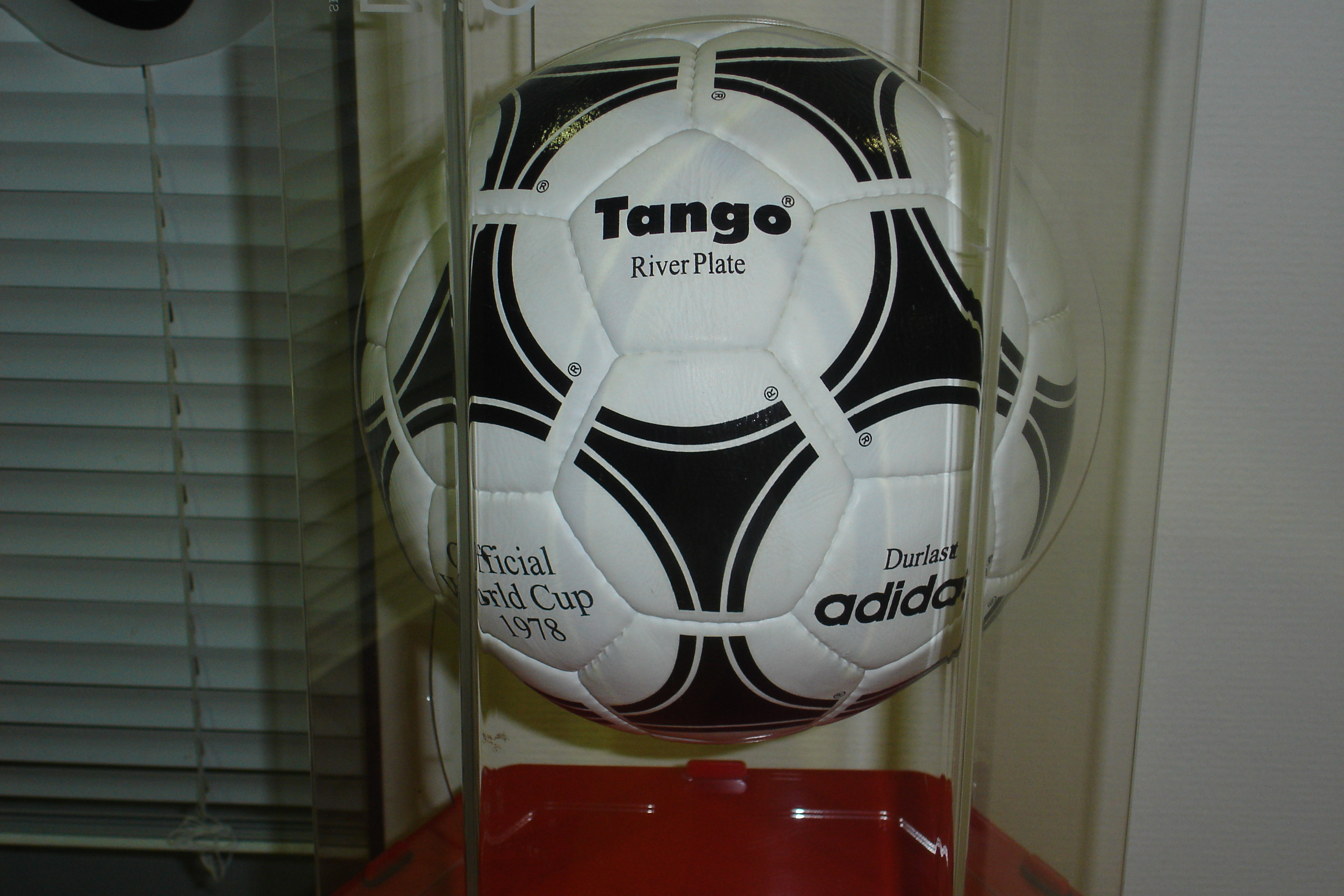
탱고

탱고(Tango)는 아르헨티나가 개최한 1978년 FIFA 월드컵의 공식 경기구로, 아디다스가 제작하였다. 이 때부터 월드컵 공식 경기구는 1998년 FIFA 월드컵 공식 경기구인 트리콜로까지 탱고형 디자인을 유지했다.
대회마다 아래처럼 세부적으로 이름을 달리 명명하였다.
- 1978년 FIFA 월드컵: 아디다스 탱고 더래스트
- UEFA 유로 1980: 아디다스 탱고 리버 플레이트
- 1982년 FIFA 월드컵:아디다스 탱고 에스파냐
- 1988년 하계 올림픽: 아디다스 탱고 서울

이 디자인은 텔스타와 함께 대표적인 축구공 디자인이며, 2012년 UEFA 유로 2012의 공식 경기구로 제작되어 새로운 버전인 아디다스 탱고 12가 탄생하였다.

## 같이 보기
- FIFA 월드컵 공식 경기구